# Tour de France 2022/5. Etappe
Die 5. Etappe der Tour de France 2022 fand am 6. Juli 2022 statt und führte über 11 Kopfstein-Sektoren von insgesamt 19,4 Kilometer Länge. Zuletzt hatte eine solche Etappe nach Art von Paris–Roubaix im Jahr 2018 stattgefunden. Die Strecke führte von Lille über 157 Kilometer nach Arenberg bei Wallers. Die Kopfstein-Abschnitte befanden sich in der zweiten Rennhälfte, und der letzte Abschnitt wurde erst fünf Kilometer vor dem Ziel verlassen. Nach der Zielankunft hatten die Fahrer insgesamt 722,9 Kilometer absolviert, was 21,5 % der Gesamtdistanz der Rundfahrt entsprach.

## Streckenführung
Der neutralisierte Start erfolgte in Lille in der Nähe des Grand Palais. Anschließend führte die Strecke durch die Innenstadt und passierte dabei die Kirche St-Maurice, die Oper, den Grand Place sowie das Palais des Beaux-Arts de Lille. Über die Vororte Mons-en-Barœul und Marcq-en-Barœul erreichten die Fahrer Wasquehal, wo das Rennen auf der M660 freigegeben ward.

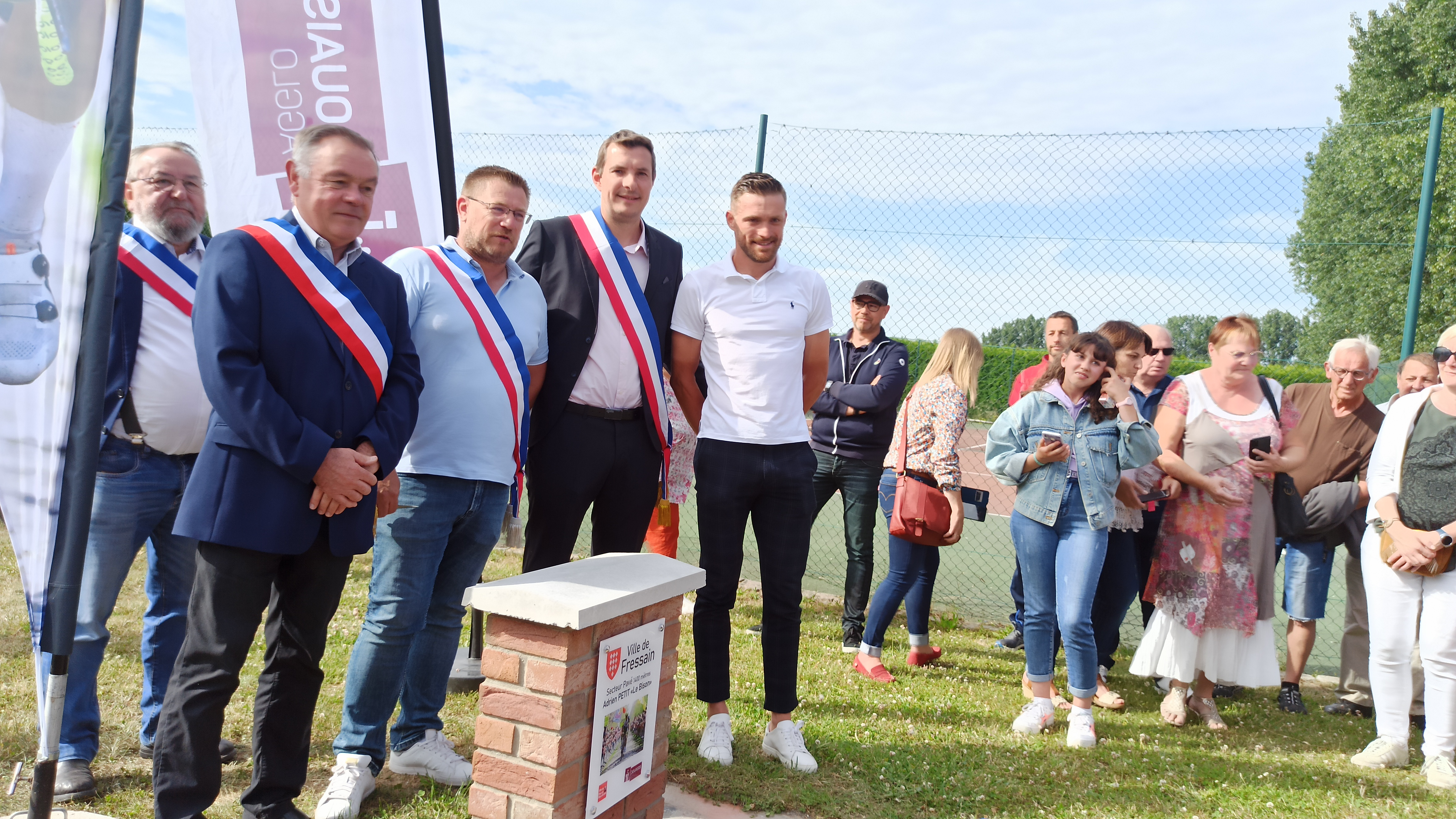
Einweihung des Sektors Adrien Petit

Anschließend ging es nach Roubaix, ehe die Strecke in Richtung Süden drehte. Über Hem, Cysoing und Templeuve-en-Pévèle gelangten die Fahrer zum Zwischensprint in Mérignies. Douai wurde im Osten umfahren, und die Fahrer erreichten nach 80 Kilometern den ersten Kopfstein-Sektor bei Villers-au-Tertre. Dieser Sektor wurde im Vorfeld der Tour nach dem Fahrer Adrien Petit benannt. Entgegen der ursprünglichen Planung wurde dieser Sektor von Süden nach Norden durchfahren.
Danach führte die Strecke bis kurz vor Cambrai, ehe die Fahrer bei Ramillies in Richtung Norden drehten. Nun folgten dicht gereiht die restlichen zehn Kopfstein-Sektoren. Der letzte Sektor wurde 5,2 Kilometer vor dem Ziel verlassen, das sich auf der D313 kurz vor der Einfahrt in den berüchtigten Wald von Arenberg befand.
Sektoren der anspruchsvollsten Kategorie von fünf Sternen, die aus Paris–Roubaix und dem GP Denain bekannt sind, wurden im Rahmen der Etappen nicht befahren. Die am höchsten eingestuften Abschnitte waren mit vier Sternen der nach John Degenkolb benannte Sektor von Erre nach Wandignies, der mit 2800 m auch der längste war, sowie der windungsreiche Abschnitt von Tilloy nach Sars.
|                       | Ort bzw. Name                      | Kilometer | Länge (m) | Schwierigkeit |
| --------------------- | ---------------------------------- | --------- | --------- | ------------- |
| neutralisierter Start | Lille                              |           |           |               |
| offizieller Start     | Wasquehal                          | 0         |           |               |
| Zwischensprint        | Mérignies                          | 037,2     |           |               |
| Sektor #11            | Fressain – Villers-au-Tertre       | 080,0     | 1400      | ★★★           |
| Sektor #10            | Eswars – Paillencourt              | 100,6     | 1600      | ★★            |
| Sektor #9             | Wasnes-au-Bac – Marcq-en-Ostrevent | 106,5     | 1400      | ★★★           |
| Sektor #8             | Émerchicourt – Monchecourt         | 110,9     | 1600      | ★★★           |
| Sektor #7             | Auberchicourt – Émerchicourt       | 114,1     | 1300      | ★★★           |
| Sektor #6             | Abscon                             | 119,6     | 1500      | ★★            |
| Sektor #5             | Erre – Wandignies-Hamage           | 126,7     | 2800      | ★★★★          |
| Sektor #4             | Warlaing à Brillon                 | 133,4     | 2400      | ★★★           |
| Sektor #3             | Tilloy – Sars-et-Rosières          | 136,9     | 2400      | ★★★★          |
| Sektor #2             | Bousignies – Millonfosse           | 143,4     | 1400      | ★★★           |
| Sektor #1             | Hasnon – Wallers                   | 150,3     | 1600      | ★★★           |
| Ziel                  | Arenberg                           | 157,0     |           |               |

## Rennverlauf
Vor dem Start ehrte die Tour-Direktion den im Frühjahr verstorbenen Radsport-Journalisten und früheren Rennfahrer Richard Moore.
Gleich nach dem offiziellen Start gingen Edvald Boasson Hagen (TotalEnergies), Taco van der Hoorn (Intermarché-Wanty-Gobert Matériaux) und Magnus Cort Nielsen (EF Education-EasyPost) in die Ausreißergruppe; für Letzteren war es die vierte Échappée in Folge. Nach längerer Verfolgungsjagd gesellten sich Neilson Powless (EF Education-EasyPost), Simon Clarke (Israel-Premier Tech) und Alexis Gougeard (B&B Hotels-KTM) zu ihnen. Van der Hoorn holte sich den Zwischensprint in Mérignies. Die Ausreißer erhielten einen Vorsprung von maximal dreieinhalb Minuten, Powless war damit virtuell im Gelben Trikot.
Als noch 100 km zu fahren waren, kam der Gesamtführende Wout van Aert (Jumbo-Visma) in einem Kreisel zu Fall. Bei der Aufholjagd vermied er nur knapp einen Auffahrunfall aus Unachtsamkeit, kam aber letztlich ohne Probleme zum Peloton zurück.
60 km vor dem Ziel, als noch 10 Sektoren zu fahren waren, begann sich der Sieg der Ausreißergruppe abzuzeichnen, die noch immer über drei Minuten Vorsprung hatte. Im Hauptfeld kamen die Klassiker-Spezialisten Peter Sagan und Anthony Turgis (beide TotalEnergies) sowie der Klassement-Fahrer Ben O’Connor (AG2R Citroën Team) zu Sturz. O’Connor wurde von seiner Mannschaft unterstützt, kam aber nicht mehr zum Hauptfeld zurück und verlor am Ende des Tages drei Minuten aufs Gelbe Trikot.
35 km vor dem Ziel, nach dem Ende von Sektor 6, wurde der Rennverlauf zusehends chaotisch; die vom Staub gezeichneten Fahrer waren inzwischen in viele Gruppen aufgeteilt, Pannen und Stürze sorgten beständig für Änderungen. Jonas Vingegaard (Jumbo-Visma) musste nach einer Panne mehrfach das Rad wechseln. Wout van Aert ließ sich ungeachtet seines Gelben Trikots zurückfallen, um für Vingegaards Ambitionen auf das Gesamtklassement zu fahren. Mathieu van der Poel (Alpecin-Deceuninck), der sich zu Beginn der Etappe über fehlende Form beklagt hatte, fiel früh aus dem Hauptfeld zurück und hatte zudem eine Reifenpanne.
Bei der Durchquerung von Erre kamen Sprinter Caleb Ewan (Lotto Soudal) und der Mitfavorit aufs Gesamtklassement, Primož Roglič (Jumbo-Visma) durch einen Strohballen zu Fall, der auf die Straße geweht war. Roglič kugelte sich die Schulter aus und verlor letztlich gut zwei Minuten auf seinen Hauptkonkurrenten Tadej Pogačar (UAE Team Emirates). Ausgangs von Sektor 3, rund 20 km vor dem Ziel, griffen Pogačar und Jasper Stuyven (Trek-Segafredo) aus dem Peloton an, in dem zu diesem Zeitpunkt nur noch etwa 20 Fahrer verblieben waren. Sie kamen bis auf 40 s auf die Ausreißer heran. Pogačar war damit virtuell um 2 s vor Powless im Gelben Trikot, da Van Aert zu dieser Zeit um über eine Minute zurücklag. Pogačar und Stuyven verloren in der Folge jedoch wieder an Boden.
Die Ausreißergruppe hatte inzwischen Gougeard und auf dem letzten Sektor auch Nielsen verloren, der für seinen Einsatz mit der Roten Rückennummer ausgezeichnet wurde. Auf dem letzten Kilometer griff Powless als Erster an. Hagen schloss die Lücke nach einigem Zögern, wurde aber seinerseits von den beiden anderen überholt. Auf der Ziellinie schob sich Simon Clarke im Tigersprung noch an Van der Hoorn vorbei.
Weiter hinten hatte sich Van Aert mit einer größeren Gruppe wieder an den Rest des ursprünglichen Pelotons herangearbeitet. Van Aert sah nun die Chance, sein lange verloren geglaubtes Gelbes Trikot noch zu retten, setzte sich an die Spitze der Gruppe und kam letztlich nur 13 Sekunden hinter Pogačar ins Ziel. Nach einem ereignisreichen Tag waren so alle Trikots weiter in den gleichen Händen. Jack Haig (Bahrain Victorious) und Michael Gogl (Alpecin-Deceuninck) mussten nach Stürzen als erste Fahrer dieser Tour das Rennen aufgeben.

## Ergebnis
| \| Etappenergebnis \| Etappenergebnis \| Etappenergebnis \| Etappenergebnis \| Etappenergebnis \| \| Fahrer \| Fahrer \| Land \| Team \| Zeit \| \| --------------- \| -------------------- \| ------------------ \| ---------------------------------- \| --------------- \| \| 1. \| Simon Clarke \| Australien \| Israel-Premier Tech \| 3 h 13 min 35 s \| \| 2. \| Taco van der Hoorn \| Niederlande \| Intermarché-Wanty-Gobert Matériaux \| + 0 s \| \| 3. \| Edvald Boasson Hagen \| Norwegen \| TotalEnergies \| + 2 s \| \| 4. \| Neilson Powless \| Vereinigte Staaten \| EF Education-EasyPost \| + 4 s \| \| 5. \| Magnus Cort Nielsen \| Dänemark \| EF Education-EasyPost \| + 30 s \| \| 6. \| Jasper Stuyven \| Belgien \| Trek-Segafredo \| + 51 s \| \| 7. \| Tadej Pogačar \| Slowenien \| UAE Team Emirates \| + 51 s \| \| 8. \| Jasper Philipsen \| Belgien \| Alpecin-Deceuninck \| + 1 min 04 s \| \| 9. \| Fabio Jakobsen \| Niederlande \| Quick-Step Alpha Vinyl \| + 1 min 04 s \| \| 10. \| Luca Mozzato \| Italien \| B&B Hotels-KTM \| + 1 min 04 s \| |                      |                    |                                    |                 |
| |                      |                    |                                    |                 |
| Quelle: ProCyclingStats |                      |                    |                                    |                 |
| Etappenergebnis |                      |                    |                                    |                 |
| Fahrer | Fahrer               | Land               | Team                               | Zeit            |
| 1. | Simon Clarke         | Australien         | Israel-Premier Tech                | 3 h 13 min 35 s |
| 2. | Taco van der Hoorn   | Niederlande        | Intermarché-Wanty-Gobert Matériaux | + 0 s           |
| 3. | Edvald Boasson Hagen | Norwegen           | TotalEnergies                      | + 2 s           |
| 4. | Neilson Powless      | Vereinigte Staaten | EF Education-EasyPost              | + 4 s           |
| 5. | Magnus Cort Nielsen  | Dänemark           | EF Education-EasyPost              | + 30 s          |
| 6. | Jasper Stuyven       | Belgien            | Trek-Segafredo                     | + 51 s          |
| 7. | Tadej Pogačar        | Slowenien          | UAE Team Emirates                  | + 51 s          |
| 8. | Jasper Philipsen     | Belgien            | Alpecin-Deceuninck                 | + 1 min 04 s    |
| 9. | Fabio Jakobsen       | Niederlande        | Quick-Step Alpha Vinyl             | + 1 min 04 s    |
| 10. | Luca Mozzato         | Italien            | B&B Hotels-KTM                     | + 1 min 04 s    |

## Gesamtstände
| \| Gesamtwertung \| Gesamtwertung \| Gesamtwertung \| Gesamtwertung \| Gesamtwertung \| \| Fahrer \| Fahrer \| Land \| Team \| Zeit \| \| ------------- \| -------------------- \| ---------------------- \| ---------------------- \| ---------------- \| \| 1. \| Wout van Aert \| Belgien \| Jumbo-Visma \| 16 h 17 min 22 s \| \| 2. \| Neilson Powless \| Vereinigte Staaten \| EF Education-EasyPost \| + 13 s \| \| 3. \| Edvald Boasson Hagen \| Norwegen \| TotalEnergies \| + 14 s \| \| 4. \| Tadej Pogačar \| Slowenien \| UAE Team Emirates \| + 19 s \| \| 5. \| Yves Lampaert \| Belgien \| Quick-Step Alpha Vinyl \| + 25 s \| \| 6. \| Mads Pedersen \| Dänemark \| Trek-Segafredo \| + 36 s \| \| 7. \| Jonas Vingegaard \| Dänemark \| Jumbo-Visma \| + 40 s \| \| 8. \| Adam Yates \| Vereinigtes Königreich \| Ineos Grenadiers \| + 48 s \| \| 9. \| Thomas Pidcock \| Vereinigtes Königreich \| Ineos Grenadiers \| + 49 s \| \| 10. \| Geraint Thomas \| Vereinigtes Königreich \| Ineos Grenadiers \| + 50 s \| |                      |                        |                        |                  |
| |                      |                        |                        |                  |
| Quelle: ProCyclingStats |                      |                        |                        |                  |
| Gesamtwertung |                      |                        |                        |                  |
| Fahrer | Fahrer               | Land                   | Team                   | Zeit             |
| 1. | Wout van Aert        | Belgien                | Jumbo-Visma            | 16 h 17 min 22 s |
| 2. | Neilson Powless      | Vereinigte Staaten     | EF Education-EasyPost  | + 13 s           |
| 3. | Edvald Boasson Hagen | Norwegen               | TotalEnergies          | + 14 s           |
| 4. | Tadej Pogačar        | Slowenien              | UAE Team Emirates      | + 19 s           |
| 5. | Yves Lampaert        | Belgien                | Quick-Step Alpha Vinyl | + 25 s           |
| 6. | Mads Pedersen        | Dänemark               | Trek-Segafredo         | + 36 s           |
| 7. | Jonas Vingegaard     | Dänemark               | Jumbo-Visma            | + 40 s           |
| 8. | Adam Yates           | Vereinigtes Königreich | Ineos Grenadiers       | + 48 s           |
| 9. | Thomas Pidcock       | Vereinigtes Königreich | Ineos Grenadiers       | + 49 s           |
| 10. | Geraint Thomas       | Vereinigtes Königreich | Ineos Grenadiers       | + 50 s           |

| Punktewertung | Punktewertung       | Punktewertung | Punktewertung                      | Punktewertung |
| Fahrer        | Fahrer              | Land          | Team                               | Punkte        |
| ------------- | ------------------- | ------------- | ---------------------------------- | ------------- |
| 1.            | Wout van Aert       | Belgien       | Jumbo-Visma                        | 178 P.        |
| 2.            | Fabio Jakobsen      | Niederlande   | Quick-Step Alpha Vinyl             | 126 P.        |
| 3.            | Magnus Cort Nielsen | Dänemark      | EF Education-EasyPost              | 86 P.         |
| 4.            | Peter Sagan         | Slowakei      | TotalEnergies                      | 86 P.         |
| 5.            | Jasper Philipsen    | Belgien       | Alpecin-Deceuninck                 | 76 P.         |
| 6.            | Christophe Laporte  | Frankreich    | Jumbo-Visma                        | 73 P.         |
| 7.            | Simon Clarke        | Australien    | Israel-Premier Tech                | 67 P.         |
| 8.            | Dylan Groenewegen   | Niederlande   | BikeExchange-Jayco                 | 60 P.         |
| 9.            | Taco van der Hoorn  | Niederlande   | Intermarché-Wanty-Gobert Matériaux | 50 P.         |
| 10.           | Caleb Ewan          | Australien    | Lotto-Soudal                       | 45 P.         |

| Bergwertung | Bergwertung         | Bergwertung        | Bergwertung           | Bergwertung |
| Fahrer      | Fahrer              | Land               | Team                  | Punkte      |
| ----------- | ------------------- | ------------------ | --------------------- | ----------- |
| 1.          | Magnus Cort Nielsen | Dänemark           | EF Education-EasyPost | 11 P.       |
| 2.          | Wout van Aert       | Belgien            | Jumbo-Visma           | 1 P.        |
| 3.          | Quinn Simmons       | Vereinigte Staaten | Trek-Segafredo        | -1 P.       |

| Nachwuchswertung | Nachwuchswertung      | Nachwuchswertung       | Nachwuchswertung       | Nachwuchswertung |
| Fahrer           | Fahrer                | Land                   | Team                   | Zeit             |
| ---------------- | --------------------- | ---------------------- | ---------------------- | ---------------- |
| 1.               | Tadej Pogačar         | Slowenien              | UAE Team Emirates      | 16 h 17 min 41 s |
| 2.               | Thomas Pidcock        | Vereinigtes Königreich | Ineos Grenadiers       | + 30 s           |
| 3.               | Jasper Philipsen      | Belgien                | Alpecin-Deceuninck     | + 1 min 22 s     |
| 4.               | Florian Vermeersch    | Belgien                | Lotto-Soudal           | + 2 min 28 s     |
| 5.               | Luca Mozzato          | Italien                | B&B Hotels-KTM         | + 2 min 40 s     |
| 6.               | Brandon McNulty       | Vereinigte Staaten     | UAE Team Emirates      | + 2 min 44 s     |
| 7.               | Andreas Leknessund    | Norwegen               | Team DSM               | + 3 min 00 s     |
| 8.               | Stefan Bissegger      | Schweiz                | EF Education-EasyPost  | + 3 min 13 s     |
| 9.               | Mikkel Frølich Honoré | Dänemark               | Quick-Step Alpha Vinyl | + 3 min 16 s     |
| 10.              | Matteo Jorgenson      | Vereinigte Staaten     | Movistar Team          | + 3 min 28 s     |

| Mannschaftswertung | Mannschaftswertung                 | Mannschaftswertung     | Mannschaftswertung |
| Team               | Team                               | Land                   | Zeit               |
| ------------------ | ---------------------------------- | ---------------------- | ------------------ |
| 1.                 | Ineos Grenadiers                   | Vereinigtes Königreich | 48 h 54 min 18 s   |
| 2.                 | Jumbo-Visma                        | Niederlande            | + 1 s              |
| 3.                 | Trek-Segafredo                     | Vereinigte Staaten     | + 3 s              |
| 4.                 | EF Education-EasyPost              | Vereinigte Staaten     | + 6 s              |
| 5.                 | Quick-Step Alpha Vinyl             | Belgien                | + 21 s             |
| 6.                 | Intermarché-Wanty-Gobert Matériaux | Belgien                | + 23 s             |
| 7.                 | Bora-Hansgrohe                     | Deutschland            | + 36 s             |
| 8.                 | Groupama-FDJ                       | Frankreich             | + 1 min 14 s       |
| 9.                 | Team DSM                           | Niederlande            | + 1 min 23 s       |
| 10.                | Arkéa-Samsic                       | Frankreich             | + 1 min 50 s       |

## Ausgeschiedene Fahrer
Die folgenden Fahrer sind aus der Tour ausgeschieden:
- Jack Haig (Bahrain Victorious): während der Etappe wegen Sturzverletzungen aufgegeben
- Michael Gogl (Alpecin-Deceuninck): während der Etappe wegen Schlüsselbein- und Beckenbruch aufgegeben